# Pinine
La pinine est une protéine présente notamment chez l'homme, où elle est codée par le gène PNN, sur le chromosome 14. Elle intervient dans la transcription de l'ADN en ARN messager, notamment comme activateur de certains promoteurs, ainsi que dans la régulation du mécanisme d'épissage alternatif.